# Бондарчук Сергій Федорович
Сергі́й Фе́дорович Бондарчу́к (25 вересня 1920, с. Білозерка, Херсонська губернія, Українська СРР, СРСР — 20 жовтня 1994, Москва, РФ) — український радянський та російський актор та кінорежисер. Режисер кіноепопеї «Війна і мир» (за Левом Толстим), яка 1968 року здобула «Оскара» в категорії «Найкращий іноземний фільм». Герой Соціалістичної праці (1980), лауреат національної премії імені Тараса Шевченка, народний артист СРСР (1952), заслужений артист РРФСР, лауреат Ленінської (1960) та Сталінської премії (1952), державної премії СРСР (1984). Кавалер двух орденів Леніна (1967, 1980). Учасник німецько-радянської війни. Батько російського режисера Федора Бондарчука та російських актрис Наталії і Олени Бондарчук.

## Життєпис
Народився 25 вересня 1920 на Херсонщині, у селі Білозерка, у родині селян Федора Петровича Бондарчука (деякий час був головою колгоспу) і Тетяни Василівни Бондарчук (до шлюбу Токаренко). Дідом по батькові був болгарин Петро Костянтинович Бондарчук, бабусею — сербка Мотрона Федорівна Сирвуля. Інші родичі — українці. На момент народження сина батько проходив службу в Червоній армії, мати, будучи глибокою вірянкою, назвала сина на честь Сергія Радонезького й хрестила його в Благовіщенському монастирі біля Херсона.
Навчаючись у середній школі № 4 міста Таганрог, почав відвідувати театральний гурток. У 1937 році вперше вийшов на сцену Таганрозького драматичного театру.
У тому ж році родина переїхала в Єйськ, де Бондарчук закінчив середню школу № 2. У 1937—1938 роках працював актором Єйського драматичного театру.
Професійну освіту почав здобувати у театральному училищі Ростова-на-Дону.
У 1948 році закінчив ВДІК, де навчався у майстерні С. Герасимова та Т. Макарової. Того ж року відбувся його дебют у кіно, де молодий актор зіграв у культовому для свого часу фільмі «Молода гвардія» (режисер — С. Герасимов) роль підпільника Валька. З цієї роботи почалася кар'єра С. Бондарчука у кіномистецтві.
Широке суспільне визнання принесла Сергієві Бондарчуку провідна роль у фільмі «Тарас Шевченко» (1951), за яку він був відзначений Сталінською (пізніше названою Державною) премією.
У 1952 році став народним артистом СРСР.
Світову славу принесла режисерська діяльність, розпочата наприкінці 1950-х років.
Його дебютом як кінорежисера став фільм «Доля людини» (1959), що одразу ж потрактовано як етапну подію в кінематографі післясталінської доби й він засвідчив посилення гуманістичних, людинолюбних тенденцій у мистецтві.
У 1959 році став лауреатом Ленінської премії.
По-справжньому епохальною подією стала чотирисерійна стрічка С. Бондарчука «Війна і мир» (1966–1967), що здобула низку премій на різноманітних кінофестивалях, найпочеснішою і найвизначнішою з яких став «Оскар», вручений українцеві 1968 року. Крім того, що С. Бондарчук — режисер-постановник фільму, він також зіграв у ньому роль П'єра Безухова та написав сценарій.
Наступною вагомою кінороботою Сергія Бондарчука став батально-психологічний фільм «Вони захищали Батьківщину» (1975), де зіграли зірки радянського кіно: В. Шукшин, Ю. Нікулін, Г. Бурков, В. Тихонов та інші.
Лірико-філософський талант кіномислення Сергія Бондарчука втілився у стрічці «Степ» (1977), знятій за творами Антона Чехова.
1982 року за значний внесок у кінокультуру його відзначають престижною Міжнародною премією Академії Сімба (Італія).
У 1980 року удостоєно звання Героя Соціалістичної Праці. У 1984 р. — знову Лауреат Державної премії.
Став засновником кінематографічної династії. У 1970-ті роки справжньою кінозіркою стала його донька Наталя Бондарчук, зігравши у низці солідних теле- і кінофільмів, а нині, активну кіно- і телевізійну діяльність провадить Федір, його син.
В остані роки життя хворів на рак легені. Помер 20 жовтня 1994 року у віці 74 років в Москві від інфаркту міокарда.

## Особисте життя
Одружувався тричі:
- перша дружина — Євгенія Семенівна Бєлоусова, працювала в Будинку культури вертольотного заводу в Ростові-на-Дону
- друга дружина (з 1947)  — Інна Макарова, кіноакторка, Народна артистка СРСР (1985)[9]
- третя дружина (з 1959) — Ірина Скобцева, кіноакторка, Народна артистка РРФСР (1974)

## Фільмографія

### Акторські роботи
- 1948 — «Молода гвардія» — Валько
- 1948 — «Мічурин» — Уралець
- 1950 — «Кавалер Золотої Зірки» — Сергій Тутаринов
- 1951 — «Тарас Шевченко» — Тарас Шевченко
- 1953 — «Кораблі штурмують бастіони» — Тихон Прокоф'ев
- 1953 — «Адмірал Ушаков» — Тихон Прокоф'ев
- 1954 — «Про це не можна забувати» — письменник Александр Якович Гармаш (прототип — Ярослав Галан)
- 1955 — «Незакінчена повість»  — Юрій Сергійович Єршов
- 1955 — «Отелло» — Отелло
- 1955 — «Стрибуха» — лікар Осип Степанович Димов
- 1956 — «Іван Франко» — Іван Франко
- 1958 — "Йшли солдати... — Матвій Крилов
- 1959 — «Доля людини» — Андрій Соколов
- 1960 — «Сергій» — Коростельов
- 1960 — «У Римі була ніч» / Era notte a Roma — солдат Федір Олександрович Назуков
- 1965 — 1967 — «Війна і мир» — П'єр Безухов
- 1969 — «Битва на Неретві» — Мартін
- 1969 — «Золоті ворота» — текст поза кадром
- 1970 — «Дядя Ваня» — Михайло Львович Астров
- 1973 — «Мовчання доктора Івенса» — Мартін Івенс
- 1974 — «Вибір цілі» — Ігор Курчатов
- 1974 — «Такі високі гори» — Іван Миколайович Степанов
- 1975 — «Вони воювали за Батьківщину» — Звягінцев
- 1975 — «Горянка» — закадровий текст
- 1977 — «Пошехонська старовина» — текст від автора поза кадром
- 1977 — «Степ» — Омелян
- 1978 — «Оксамитовий сезон» — містер Роберт Бредвері
- 1978 — «Отець Сергій» — Отець Сергій
- 1979 — «Зліт» — текст поза кадром
- 1980 — «Овід» — кардинал Монтанеллі
- 1986 — «Борис Годунов» — Борис Годунов
- 1988 — «Випадок в аеропорту» — генерал-майор Токаренко
- 1990 — «Битва трьох королів» — Селім
- 1992 — «Гроза над Руссю» — боярин Морозов
- 2000 — «Сергій Бондарчук» (документальний)

### Режисерські роботи
- 1959 — «Доля людини»
- 1965 — 1967 — «Війна і мир»
- 1970 — «Ватерлоо» (Виробництво СРСР та ІталіЇ)
- 1975 — «Вони воювали за Батьківщину»
- 1977 — «Степ»
- 1982 — «Червоні дзвони»
- 1986 — «Борис Годунов»
- 1992 — «Тихий Дон»